# Prince of Darkness (Big Daddy Kane)
Prince of Darkness è il quarto album discografico in studio del rapper statunitense Big Daddy Kane, pubblicato nel 1991

## Tracce
1. Prince of Darkness – 4:26
2. The Lover in You (feat. Laree Williams) – 4:20
3. Git Bizzy – 3:33
4. Ooh, Aah, Nah-Nah-Nah – 3:48
5. Brother, Brother (feat. Lil Daddy Shane) – 4:12
6. Groove with It (feat. Laree Williams) – 5:04
7. I'm Not Ashamed (feat. Alyson Williams) – 6:26
8. Troubled Man – 4:04
9. T.L.C. – 4:41
10. Float – 3:44
11. Come On Down (feat. Q-Tip & Busta Rhymes) – 3:54
12. Death Sentence – 2:19
13. Get Down – 4:39
14. Raw '91 – 4:30
15. DJ's Get No Credit (feat. Mister Cee) – 1:56